# NGC 1543
NGC 1543 is een lensvormig sterrenstelsel in het sterrenbeeld Net. Het hemelobject werd op 5 november 1826 ontdekt door de Schotse astronoom James Dunlop.

## Synoniemen
- PGC 14659
- ESO 118-10
- AM 0411-575
- IRAS04117-5751